# تيودور الكسندروف

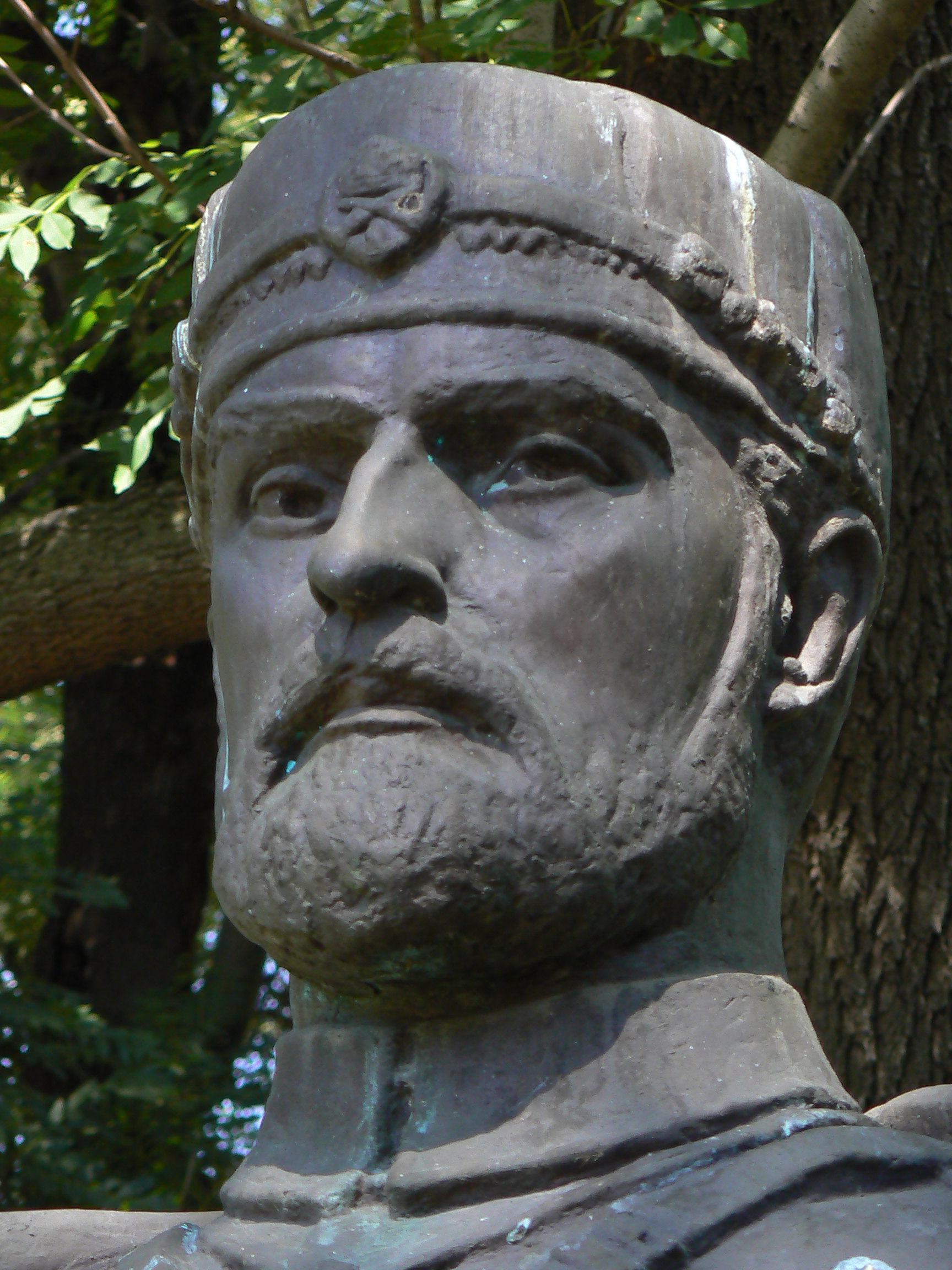
تيودور الكسندروف

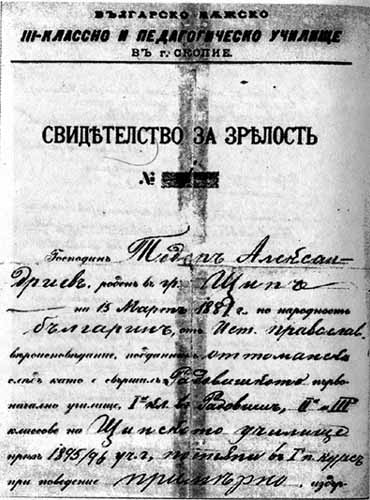
تيودور الكسندروف

تيودور الكسندروف بوباروشوف مؤسس بلغاريا مواليد 4 آذار 1881 وقتل في 31 أغسطس 1924 في ولاية مقدونيا وبالتحديد في بلغاريا
آنذاك التابعة للدولة العثمانية حيث كانت ديانته الارثودكسية الشرقية التابعة للإمبراطورية
الروسية ساعد القوات الروسية في الحروب التي قامت بينها وبين الدولة العثمانية .

## طريقه للسيطرة
درس في تسالونيكي في صالة للألعاب الرياضية البلغارية ومدرسة البلغارية التربويه في سكوبيه، حيث التحق Internal Macedonian Revolutionary Organization تحت تأثير مدير المدرسة خريستو الحرير، مؤسس المنظمة الثورية. وشارك في الانقلاب المسلح ضد الامبراطورية، ألقي القبض عليه وإدانته، ولكن أفرج عنه بموجب عفو.
في عام 1911، انتخب جنبا إلى جنب مع بيتر Chaulevym وخريستو Chernopeevym للجنة المركزية Internal Macedonian Revolutionary Organization.
في عام 1912، نظم هجمات ارهابية في مدن شتيب كوتشاني، والتي أصبحت ذريعة للبدء في أول حرب البلقان. واستولى على Kočani المدينة.
خلال حرب البلقان الثانية والحرب العالمية الأولى، قاتلوا إلى جانب بلغاريا.

## السياسة
الكسندروف يدعو إلى إنشاء هيئة مستقلة، ولكن على المدى الطويل—جمهورية مقدونيا المستقلة وعاصمتها في سالونيك.
ويولى الكسندروف اهتمام كبير لإنشاء مؤسسات البلغارية المقدونية في منطقة بيرين.
وشارك في قمع الانتفاضة المطالبة في الرجوع إلى حكم استطنبول في ايلول / سبتمبر 1923 بالاعتماد على بلغاريا.
في عام 1924، وقعت تودور الكساندروف في ما يسمى. البيان (أيار / مايو) من ينص على التحالف Internal Macedonian Revolutionary Organization مع الشيوعيين في النضال ضد حكومة يوغوسلافيا.
تحت ضغط من حلفاء رفض الاعتراف بتوقيعه، واصفا تزوير واضح.

## قتله
الا الآن لا أحد يعلم كيف اغتيل حيث انه
اعتبره المقدونيون انه خائن لمقدونيا اما البلغار فاعبروه بطل قومي.

## وصلات خارجية
- تيودور الكسندروف على موقع الموسوعة البريطانية (الإنجليزية)